# Paracidaris
Paracidaris is een geslacht van uitgestorven zee-egels uit de familie Polycidaridae.

## Soorten
- Paracidaris jeanneti Lambert, 1924 †
- Paracidaris lagorgettei Lambert, 1933 †
- Paracidaris loppei Castex, 1947 †
- Paracidaris nunlisti Jeannet, 1927 †